# مارسيلو تروزي
مارسيليو تروزي (6 سبتمبر 1935 - 2 فبراير 2003) عالم اجتماع أمريكي وأكاديمي، عمل أستاذًا لعلم الاجتماع في كلية نيو كوليدج بولاية فلوريدا ثم جامعة ميشيغان الشرقية، وكان رئيسًا مشاركًا مؤسسًا للجنة التحقيق العلمي في مزاعم الخوارق، ومؤسسًا لجمعية الاستكشاف العلمي، ومديرًا لمركز أبحاث الشذوذات العلمي.
كان تروزي محققًا في مختلف العلوم الأولية والعلم الزائف، وقد أطلق عليه بول كيرتز، زميله المؤسس المشارك للجنة التحقيق العلمي في مزاعم الخوارق لقب «متشكك المتشككين». يُنسب إليه ابتكار عبارة «المزاعم الاستثنائية تتطلب أدلة استثنائية» على الرغم من وجود إصدارات سابقة لها.

## المسيرة المهنية
عمل تروزي أستاذًا لعلم الاجتماع في جامعة ميشيغان الشرقية في الفترة ما بين 1974-2003، وقد شغل منصب رئيس قسم علم الاجتماع بالجامعة نفسها بين عامي 1974-1985.
عمل تروزي في التدريس في جامعة كورنيل، وجامعة جنوب فلوريدا، وجامعة ميشيغان، وكلية فلوريدا الجديدة. حقق كتابه الدراسي الصادر عام 1968 بعنوان علم الاجتماع في الحياة اليومية نجاحًا كبيرًا وعُدّ من الكتب الأكثر مبيعًا.
أسس تروزي المجلة الشكوكية استكشافات، وكان في عام 1976 عضوًا مؤسسًا للجنة التحقيق العلمي في مزاعم الخوارق، وعمل رئيسًا مشاركًا لها إلى جانب بول كيرتز. أصبحت مجلة تروزي المجلة الرسمية للجنة، وأُعيدت تسميتها باسم ذا زيتيتيك (الزيتيتيك هو اسم آخر للمشكك، ويجب عدم الخلط بينه وبين علم الزيتيتك، وهو دراسة العلاقة بين الفن والعلوم). استمرت رئاسة تحرير المجلة تحت إشرافه لمدة عام واحد، حتى أغسطس 1977. غادر تروزي لجنة التحقيق العلمي في مزاعم الخوارق بعد حوالي عام من تأسيسها، وذلك بعد حصوله على تصويت بحجب الثقة من المجلس التنفيذي للمجموعة. سعى تروزي إلى ضم مؤيدي الظواهر الخارقة والبحوث المتعلقة بها إلى المنظمة ونشرها في المجلة، لكن لجنة التحقيق العلمي في مزاعم الخوارق رأت أن هناك بالفعل منظمات ومجلات كافية مكرسة للظواهر الخارقة. أصبح كيندريك فريزر بعد ذلك محررًا لمجلة اللجنة وغُير اسمها إلى المحقق المتشكك.

أسس تروزي بعد مغادرته لجنة التحقيق العلمي في مزاعم الخوارق مجلة أخرى هي ذا زيتيتيك سكولار. روج لمصطلح «الزيتيتيك» كبديل عن «الشكوكية» لأنه اعتقد أن المصطلح الأخير يُستغل من قبل من أطلق عليهم «المشككين الزائفين». الزيتيتيكي هو «باحث متشكك» وتعود أصول المصطلح إلى كلمة أتباع المتشكك فيلسوف اليونان القديمة بيرو. خلد قاموس المتشكك تروزي على هذا النحو:
«اعتبر تروزي معظم المشككين بأنهم مشككين زائفين، وهو مصطلح صاغه لوصف أولئك الذين يفترضون أن الادعاء الغيبي أو الخارق للطبيعة خاطئ دون أن يكلفوا أنفسهم عناء التحقيق فيه. قد تكون الطريقة اللطيفة لبيان هذه الاختلافات هي القول بأن مارسيلو ينتمي إلى تقاليد بيرونية، بينما ينتمي معظمنا إلى التقاليد الشكوكية الأكاديمية».
كان تروزي متشككًا في المحققين والمدققين الذين حددوا صحة الادعاء قبل التحقيق. اتهم لجنة التحقيق العلمي في مزاعم الخوارق بسلوك غير علمي بشكل متزايد، والذي صاغ له مصطلح الشكوكية الزائفة. صرح تروزي:
«يميلون إلى عرقلة التحقيق الصادق، في رأيي. معظمهم ليسوا لا أدريين تجاه ادعاءات الخوارق، بل إنهم يسعون إلى إسقاطها. [...] عندما تلبي تجربة خارقة متطلباتهم، فإنهم يغيرون معايير النجاح. ثم، إذا كانت التجربة ذات سمعة طيبة، يقولون إنها مجرد حالة شاذة».
أكد تروزي أن باحثي لجنة التحقيق في مزاعم الخوارق يضعون أيضًا في بعض الأحيان حدودًا غير معقولة على معايير الإثبات فيما يتعلق بدراسة الشذوذ والظواهر الخارقة للطبيعة. كتب مارتن جاردنر: «أصبح تروزي في السنوات الأخيرة صديقًا شخصيًا لـيوري جيلر، ليس لأنه اعتقد أن يوري امتلك قوى نفسية، كما أفهم، لكنه معجب بيوري لأنه حقق ثروة من خلال التظاهر بأنه ليس ساحرًا».
شارك تروزي في تأليف كتاب عن المحققين النفسيين بعنوان الحاسة الزرقاء: المحققون النفسيون والجريمة. حقق الكتاب مع العديد من المحققين النفسيين وخلص إلى ما يلي: «لقد اكتشفنا أدلة جديدة تدعم كلا الجانبين في النقاش. نأمل أن نكون قد أظهرنا أن الكثير من النقاش كان شديد البساطة». ذكر الكتاب أيضًا أن الأدلة لا تفي بعبء الإثبات المطلوب لمثل هذا الادعاء الاستثنائي.